# SG Rödental
Die SG Rödental e. V ist ein bayerischer Sportverein aus der oberfränkischen Stadt Rödental im Landkreis Coburg, der Breitensport, Leistungssport und Gesundheitssport anbietet.

## Geschichte
Der Verein SG Rödental e V. ist 1973 durch den Zusammenschluss der Vereine TSV 1881 Oeslau und TSR 02 Oeslau entstanden. Die SG Rödental ist ein Mehrspartensportverein, der von seinen dreizehn Abteilungen neben Handball u. a. auch American Football, Badminton,  Fußball, Kampfsport, Schwimmen und Tischtennis anbietet.

## Handball
Den Männern der Handballabteilung des SGR gelang es in der Vergangenheit sich für die DHB-Pokal-Hauptrunde zu qualifizieren, die oberfränkische Bezirksmeisterschaft, die nordbayerische Meisterschaft und den bayerischen Pokal zu gewinnen. Zudem konnten sie 1992 in die viertklassige Handball-Bayernliga aufsteigen.
Seit 2014 gibt es die HSG Rödental/Neustadt, die aus dem Zusammenschluss von den Handballabteilungen der SG Rödental und dem TBVFL Neustadt-Wildenheid entstand. Bis zur Saison 2015/16, verbunden mit dem Aufstieg in die Landesliga, trat der Verein noch als SG Rödental auf.

### Erfolge
| - Aufstieg in die Bayernliga (4. Liga) 1992 - DHB-Pokal Hauptrunde 1993/94 - Bayerischer Pokalsieger 1993 - Nordbayerischer Meister 1992 | - Aufstieg in die Landesliga 2016 - Oberfränkischer Meister 2016 - Aufstieg in die Verbandsliga 1990 |

### HSG Rödental/Neustadt
Die Handballabteilung des SGR hat 2014 zusammen mit dem TBVFL Neustadt-Wildenheid unter dem Namen HSG Rödental/Neustadt eine Handballspielgemeinschaft gegründet. Da die SG Rödental zu Beginn der gemeinsamen Spielsaison für die fünftklassige bayerischen Landesliga qualifiziert war, konnte auch die Starterlaubnis für diese Liga auf die HSG Rödental/Neustadt übertragen werden. In der Saison 2023/24 spielt die 1. Männermannschaft in der bayerischen Landesliga.
Die HSG Rödental/Neustadt nimmt 2023/24 mit zwei Männermannschaften und fünf Nachwuchsmannschaften am Spielbetrieb der Bayerischen Handballverbandes (BHV) teil.

### HSG Erfolge
- Aufstieg in die Landesliga 2020, 2023
- Oberfränkischer Meister 2020, 2023

### Spielerpersönlichkeit
- Jonas Faber (Bundesligaspieler)